# Музей промышленности и искусства
Музей промышленности и искусства расположен в городе Иваново; является подразделением Ивановского государственного историко-краеведческого музея имени Д. Г. Бурылина.

## История
Основу экспозиции музея составили коллекции семьи иваново-вознесенских фабрикантов и меценатов Бурылиных. Будущий основатель музея Дмитрий Геннадьевич Бурылин начал собирать свою коллекцию на базе собранных его дедом, Диодором Андреевичем Бурылиным, старинных книг и монет. К 1885 году одних монет, орденов и медалей Бурылиными было собрано свыше ста тысяч.

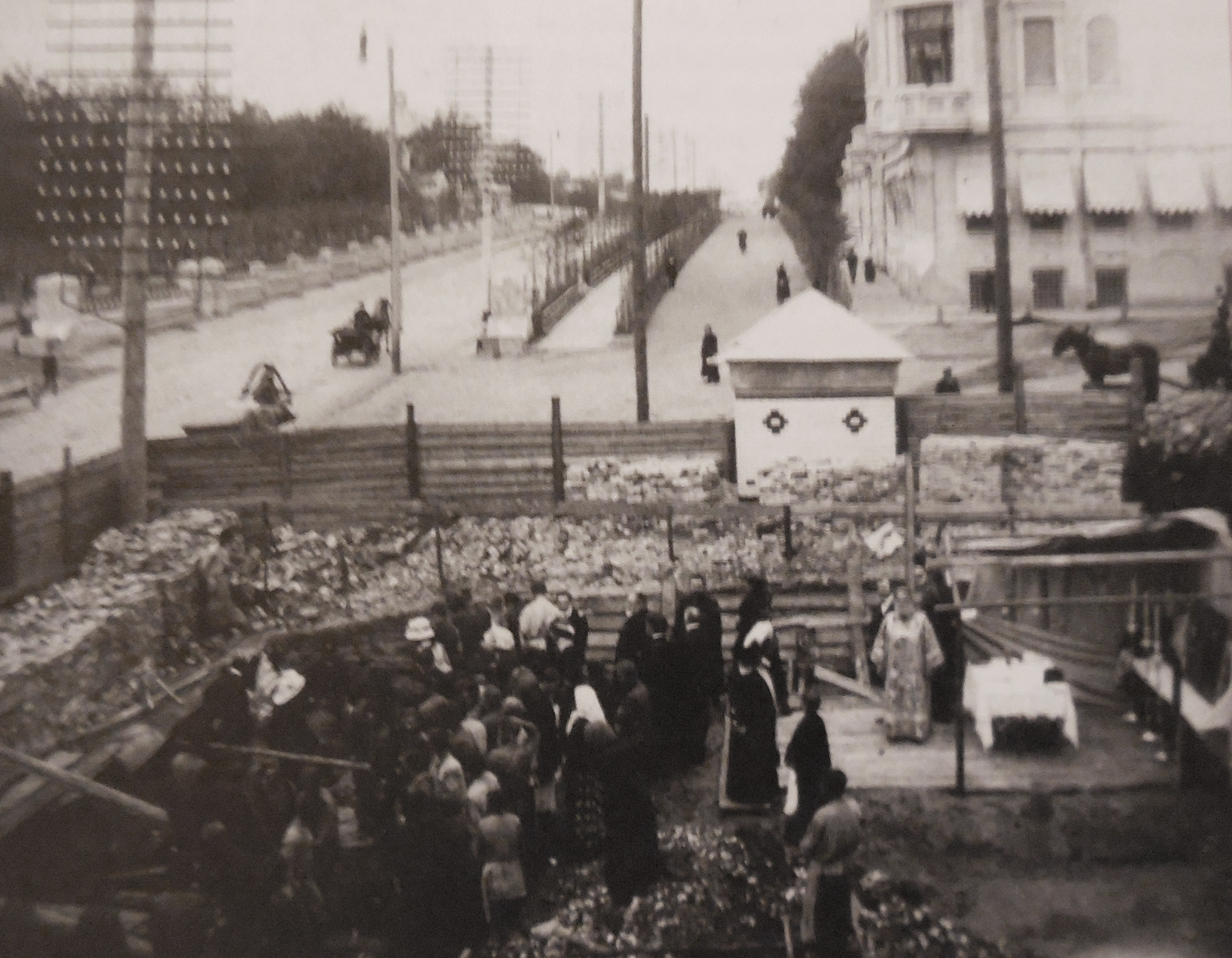
Закладка фундамента в 1912 году. На заднем плане видна усадьба Д. Г. Бурылина, где до строительства музея находилась коллекция

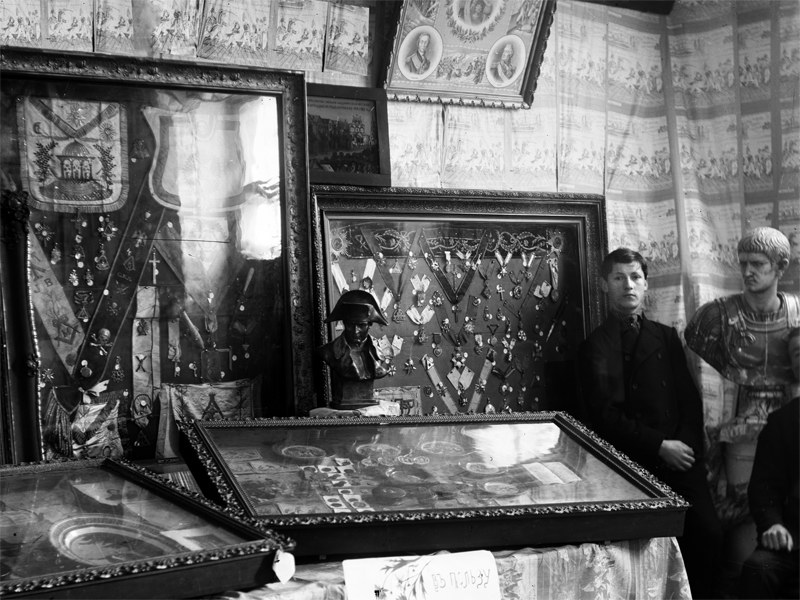
Масонская коллекция. Фото начала XX века

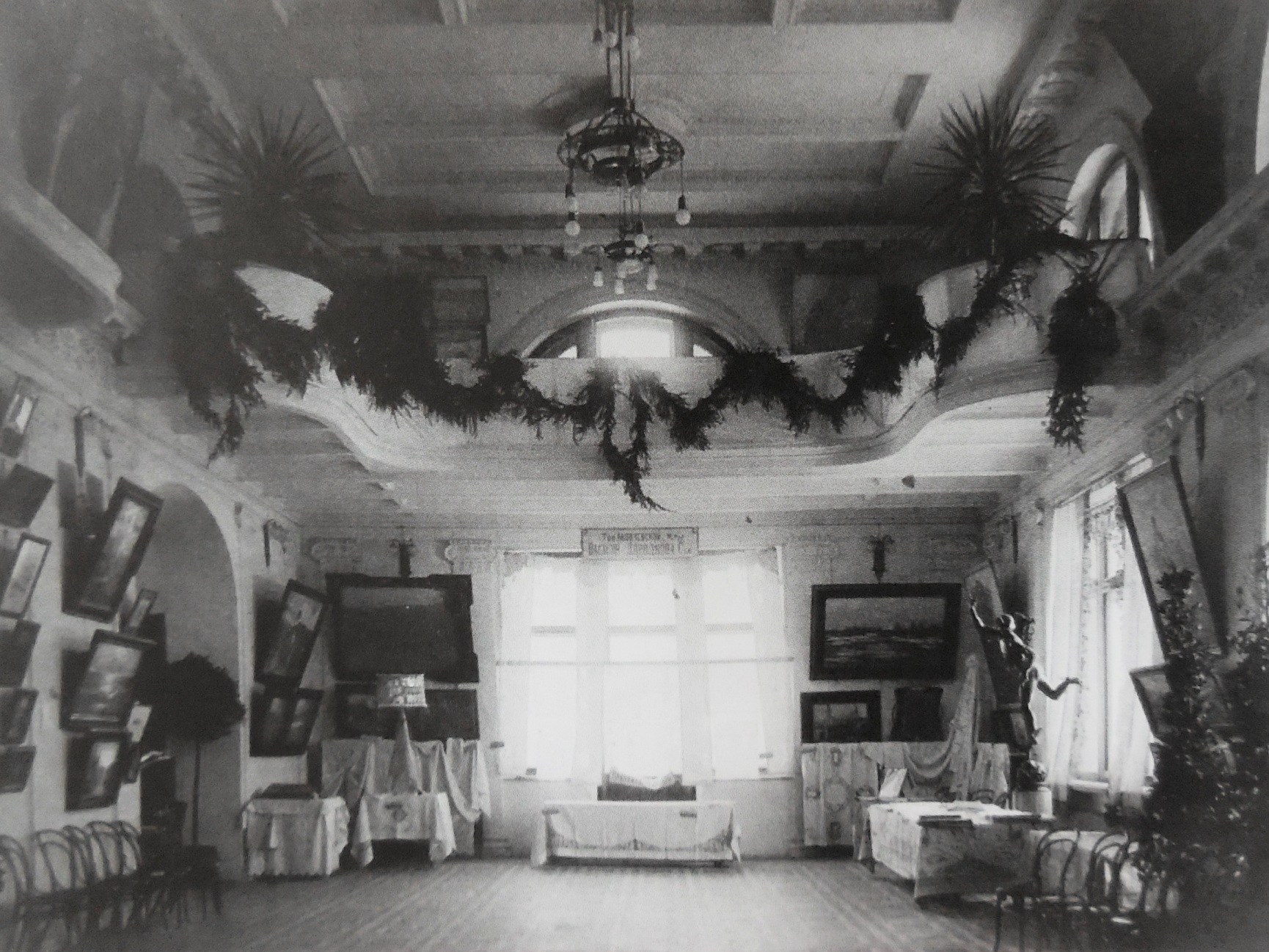
Картинная галерея в 1915 году

Экспонировать свои коллекции Д. Г. Бурылин начал ещё в 1887—1888 годы на выставках, организованных в Москве Императорским Российским историческим музеем и Антропологическим музеем Московского университета; позднее также участвовал в выставках в Чикаго, Нижнем Новгороде, Иваново-Вознесенске. В 1912 году в честь столетия промышленной и общественной деятельности династии Бурылиных Дмитрий Геннадьевич решил создать в родном городе музей, строительство которого началось 25 августа 1912 года.
26 декабря 1914 года Музей промышленности и искусства торжественно открыл свои двери (при этом первые организованные посетители начали посещать его с октября, когда устройство музея ещё не было полностью завершено). Помимо экспозиционных площадей, в музее были предусмотрены обсерватория, кинозал, биологическая станция, концертный зал, лекторий и библиотека.
Помимо выполнения выставочной функции, музей усилиями основателя с самого начала стал местом научной работы: учёные приезжали сюда описывать и изучать экспонаты. Также в здании музея расположился филиал Санкт-Петербургской рисовальной школы барона Штиглица.
После революционных событий 1917 года Д. Г. Бурылин какое-то время оставался смотрителем музея, который в 1919 году был национализирован и следом за этим перепрофилирован в краеведческий Иваново-Вознесенский губернский музей.
21 апреля 1918 года в здании музея прошёл III губернский съезд Советов, на котором было принято решение об образовании из ряда территорий Владимирской и Костромской губерний новой Иваново-Вознесенской губернии, первым председателем губисполкома которой был избран М. В. Фрунзе. Также в 1918 году здесь размещался губсовнархоз, председателем которого был П. С. Батурин.
После смерти Д. Г. Бурылина значительная часть коллекций была утрачена, переведена в другие музеи (в том числе в Эрмитаж и Музей Востока) или продана.
В 1958 году на базе бурылинских коллекций живописи, скульптуры и декоративно-прикладного искусства был создан Ивановский областной художественный музей. В общей сложности в новообразованный музей было передано более 13 тысяч предметов.
После создания в 1993 году Ивановского государственного объединения историко-краеведческих музеев имени Д. Г. Бурылина отношение к наследию мецената изменилось. В 2002 году музею было возвращено его историческое название, а к 2003 году была разработана новая экспозиционная концепция, позволившая выставить в залах бурылинского музея ценные объекты коллекций, собранных в семье фабрикантов.

## Здание
Трёхэтажное здание музея построено по проекту архитектора П. А. Трубникова в неоклассическом стиле «итальянского палаццо». Между музеем и домом семьи Бурылиных, расположенном через дорогу (сейчас там размещается Музей ивановского ситца), проходит подземный тоннель, в котором также проводятся различные мероприятия, при этом как выставочное пространство подземный ход начал использоваться ещё во времена Д. Г. Бурылина. Также при проектировании здания был предусмотрен лифт.
В интерколумниях парных колонн с двух сторон от центрального входа на уровне второго этажа размещены скульптуры Гермеса и Афины, ниже — на уровне первого этажа — в арочных нишах расположены декоративные вазоны.
При строительстве музея, помимо кирпича и штукатурки, использовался необычный для Иваново-Вознесенска того времени железобетон; для оформления интерьеров использованы редкие породы дерева, бронза, мрамор и литое стекло.

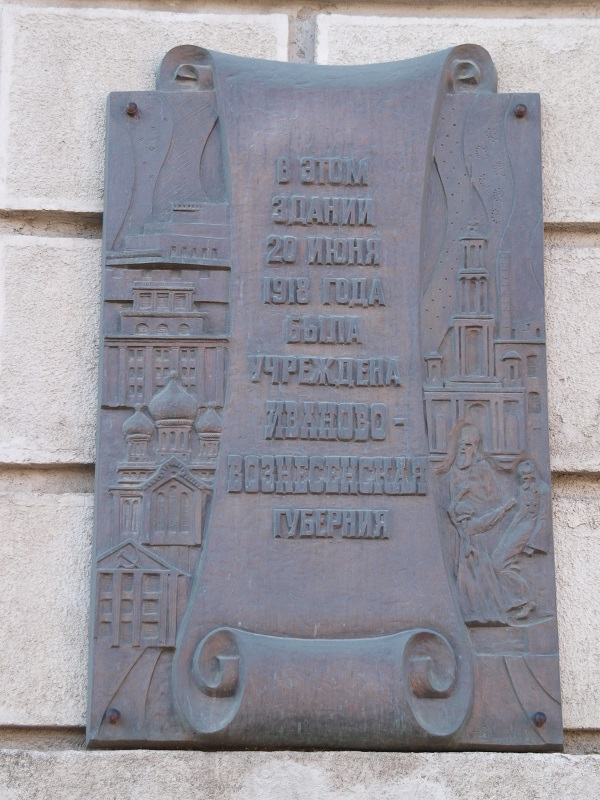
Памятная доска на здании музея об учреждении Иваново-Вознесенской губернии
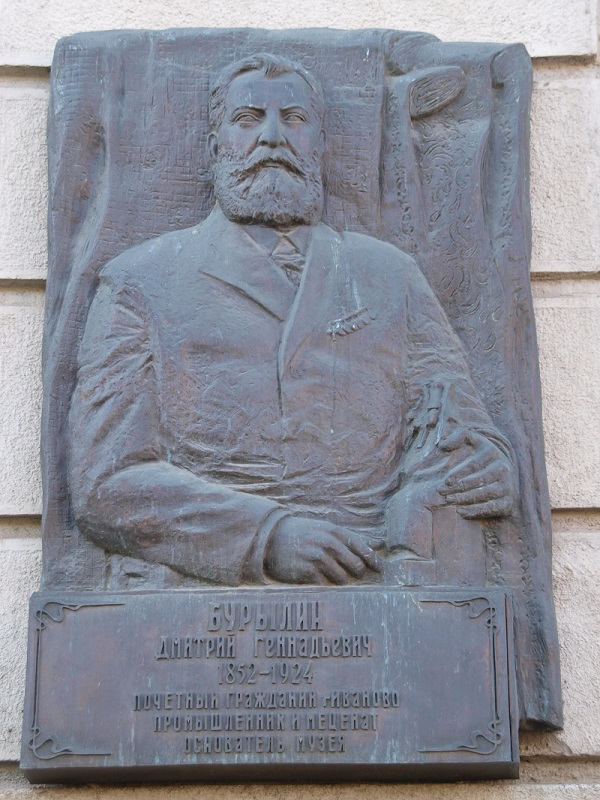
Мемориальная доска на здании музея в честь Д. Г. Бурылина

## Экспозиции
- «Природа Ивановского края». Естественно-научная экспозиция музея посвящена флоре и фауне Ивановской области[7].
- Мемориальные кабинеты Д. Г. Бурылина и М. В. Фрунзе[9].
- «Арсенал». Экспозиция холодного и огнестрельного оружия разных стран XIV—XX веков работает с 2005 года. Насчитывает порядка 500 экспонатов[7].
- «Золотая кладовая». Экспозиция нумизматической и фалеристической тематик, а также церковной утвари и личных вещей эмира бухарского Алим-хана работает с 2006 года[7].
- «Европейская коллекция». Посвящённая историческому и культурному наследию Европы экспозиция работает с 2005 года[7].
- «Искусство и время». Экспозиция, посвящённая быту и деятельности ивановских фабрикантов, работает с 2003 года[7].
- «Белый зал» выполняет функцию концертно-выставочного; здесь выставляются произведения живописи из коллекции Ивановского областного художественного музея, а также проводятся концерты классической музыки[7].
- «Читальный зал библиотеки Д. Г. Бурылина». В читальном зале размещена экспозиция по истории музея, а также истории знакомства Д. Г. Бурылина и Л. Н. Толстого[7].
- «Комната Л. Н. Толстого» представляет письма, автографы, фотографии знаменитого писателя[9].

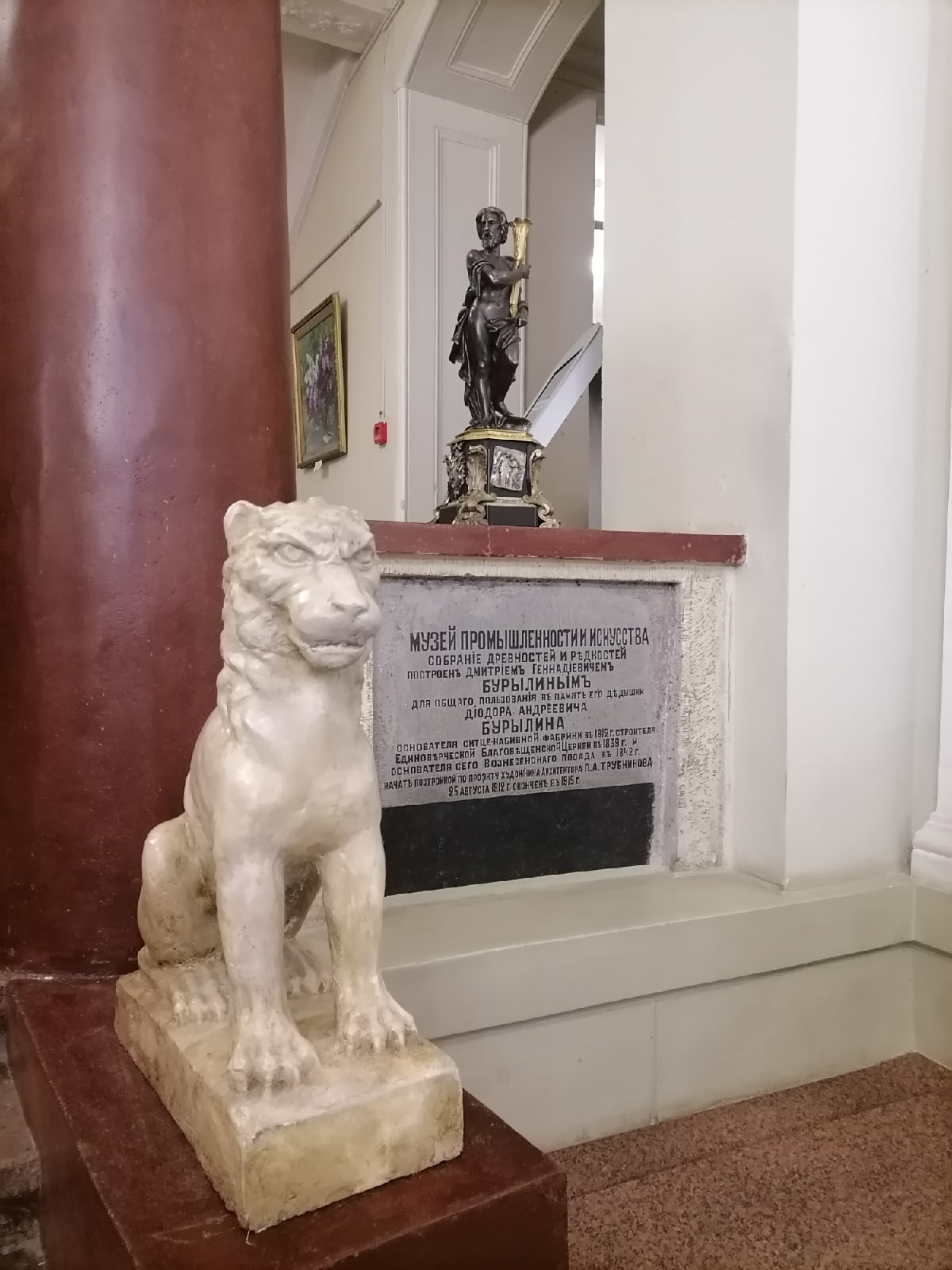
Фойе музея промышленности и искусства
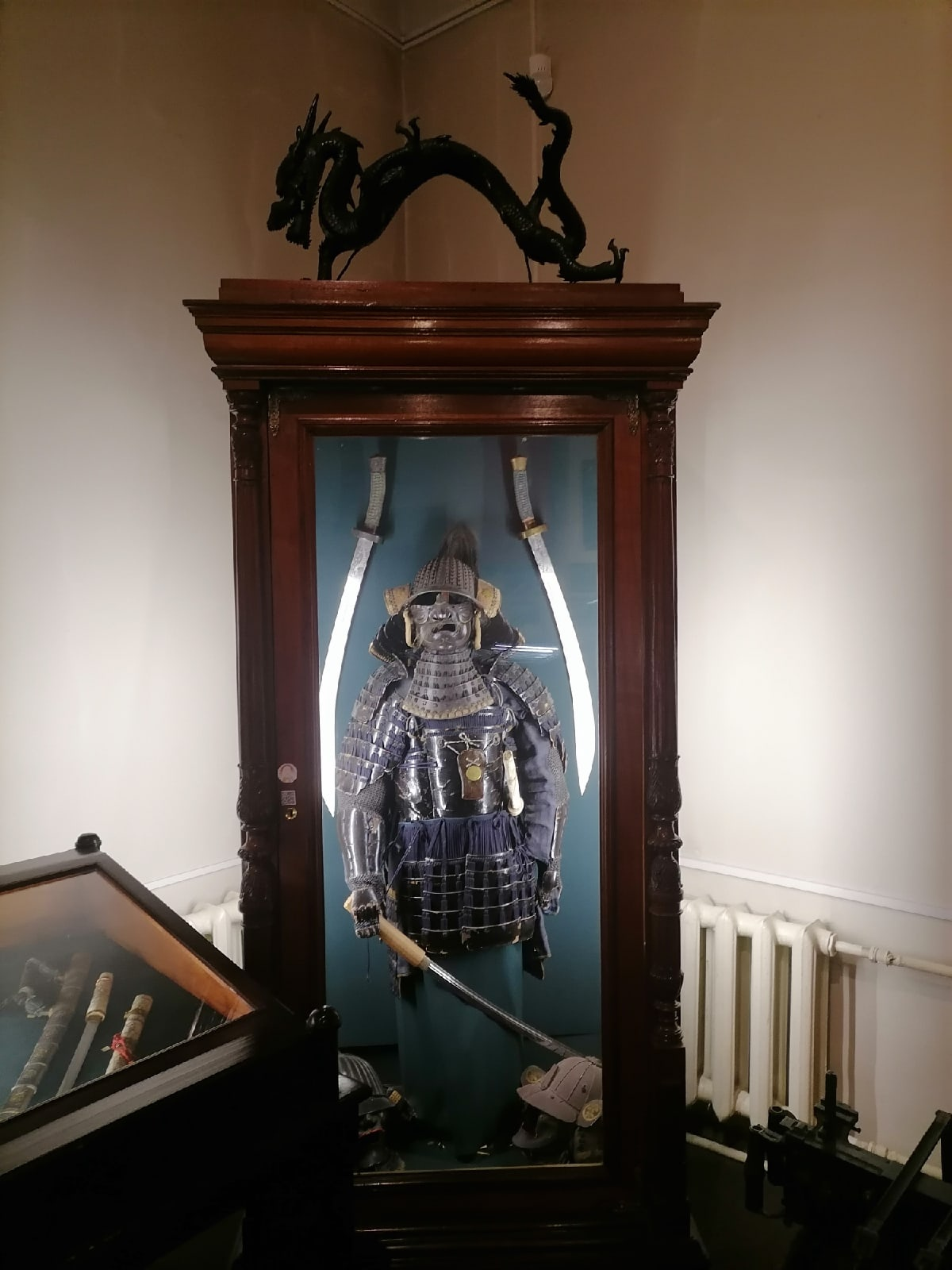
Самурайские доспехи из «Арсенала»
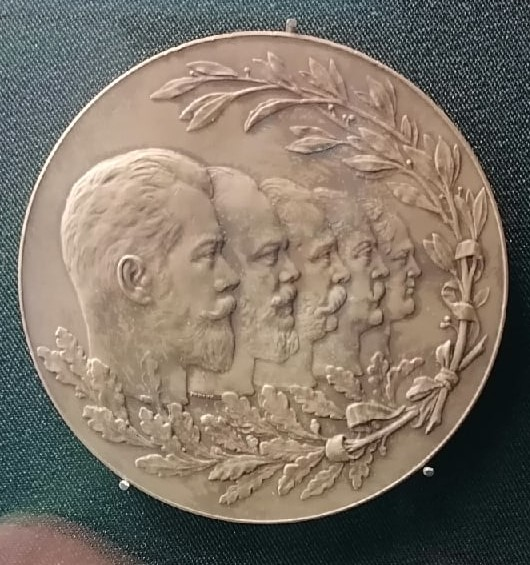
Монета из «Золотой кладовой»
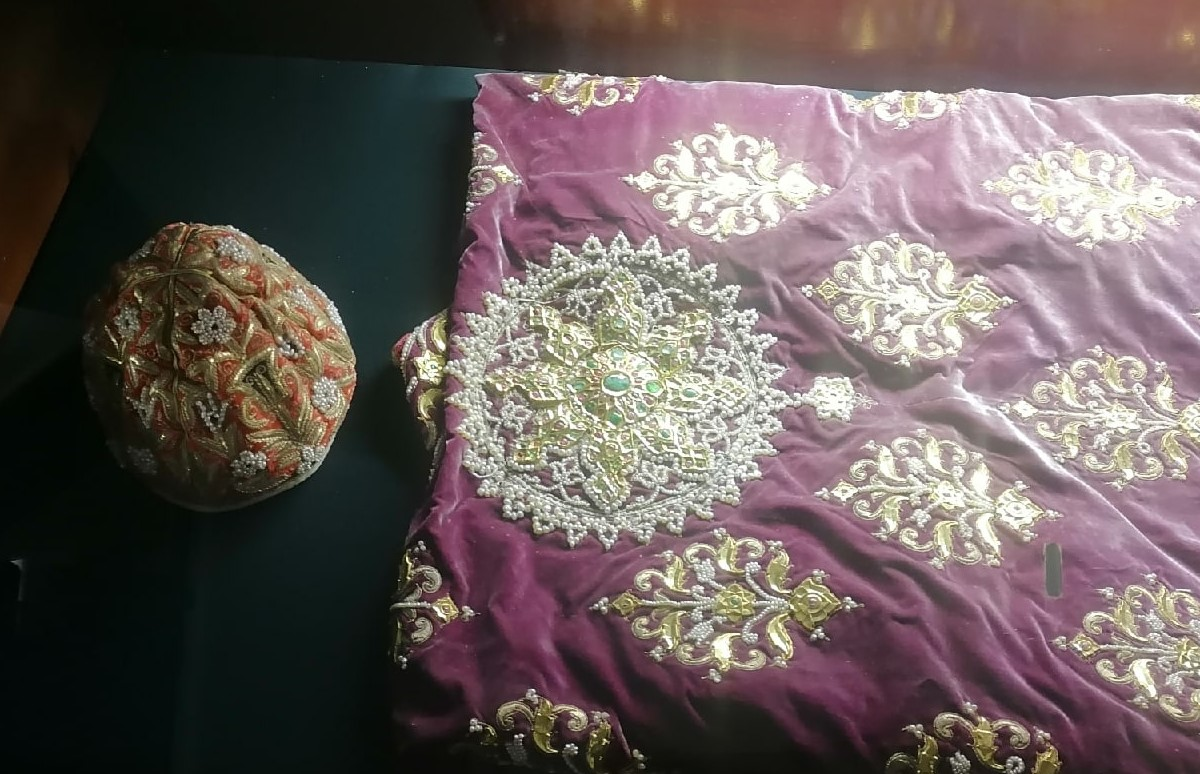
Халат и тюбетейка эмира бухарского из «Золотой кладовой»
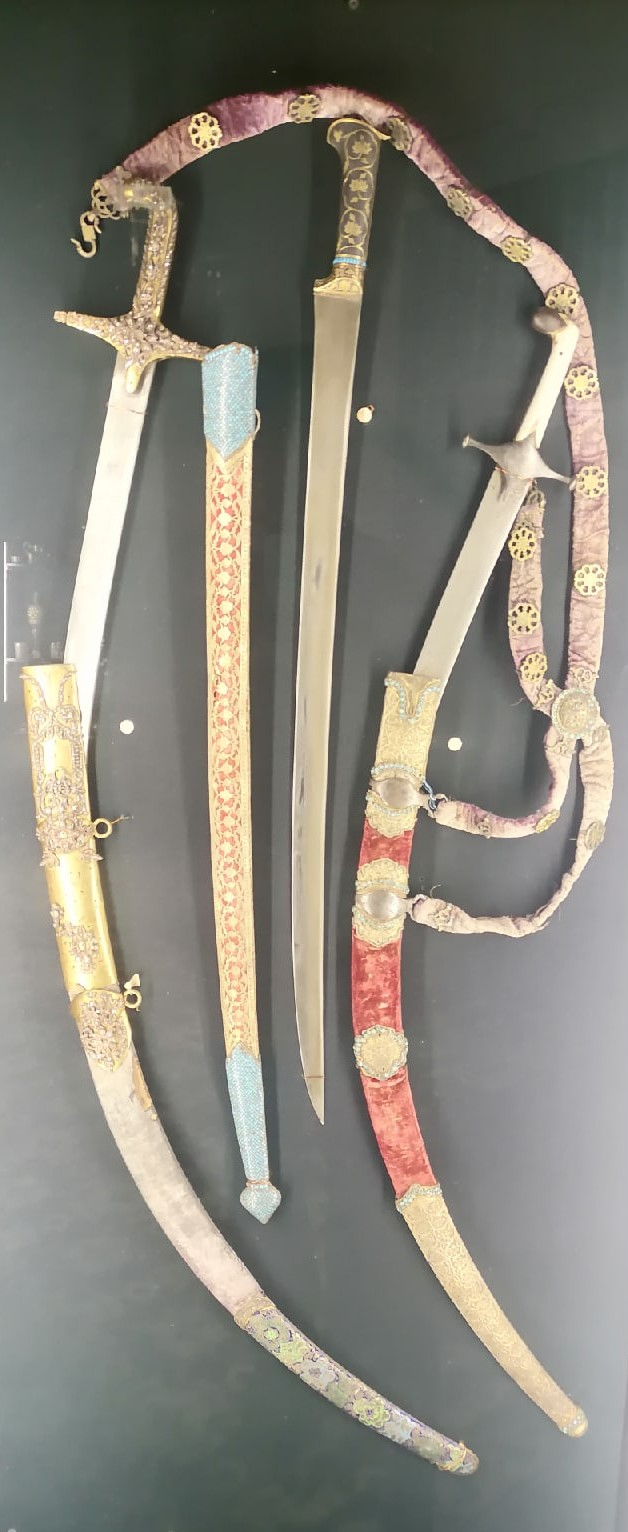
Оружие эмира бухарского из «Золотой кладовой»
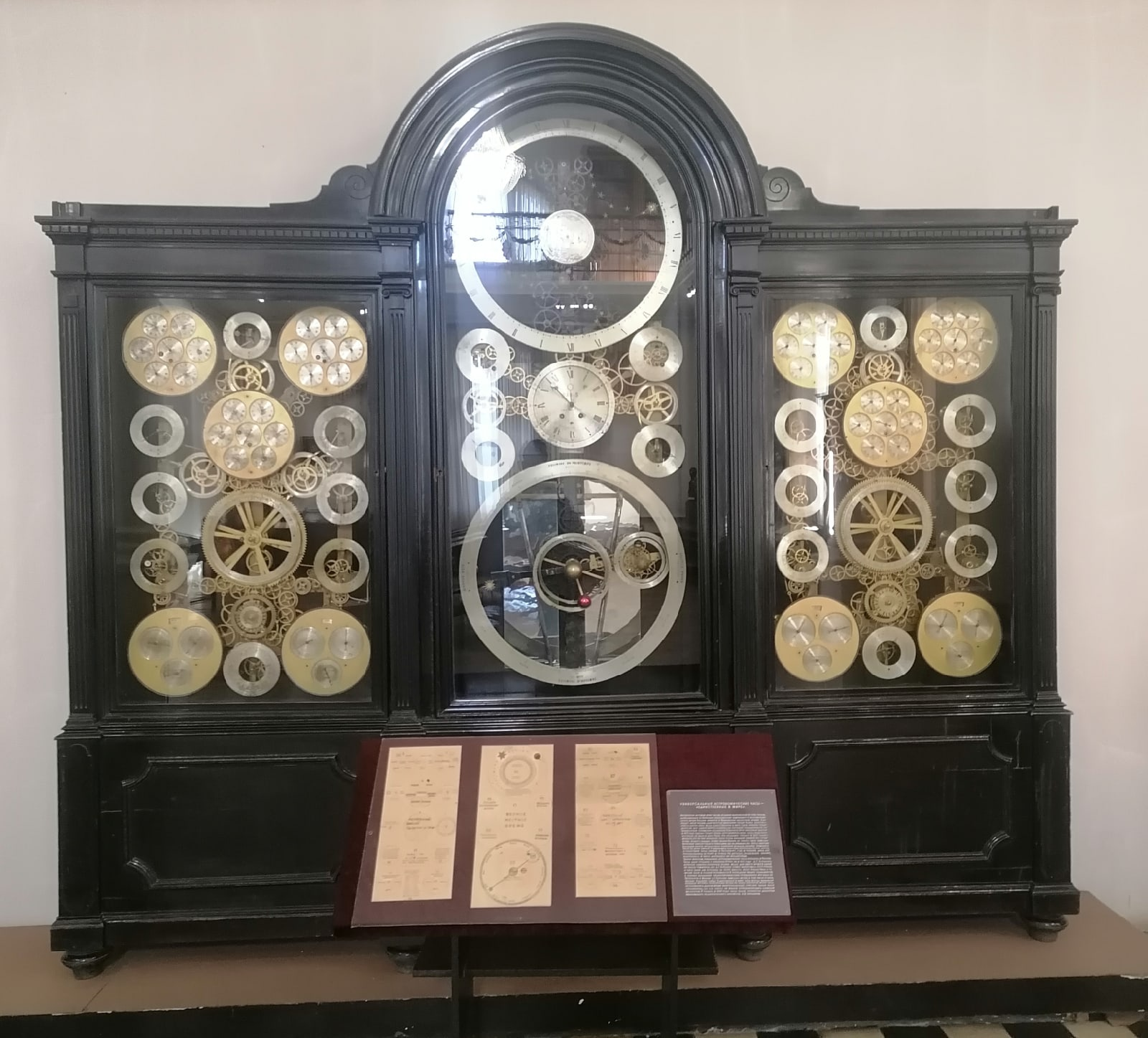
Сверхсложные астрономические Всемирные вселенские часы из «Европейской коллекции»
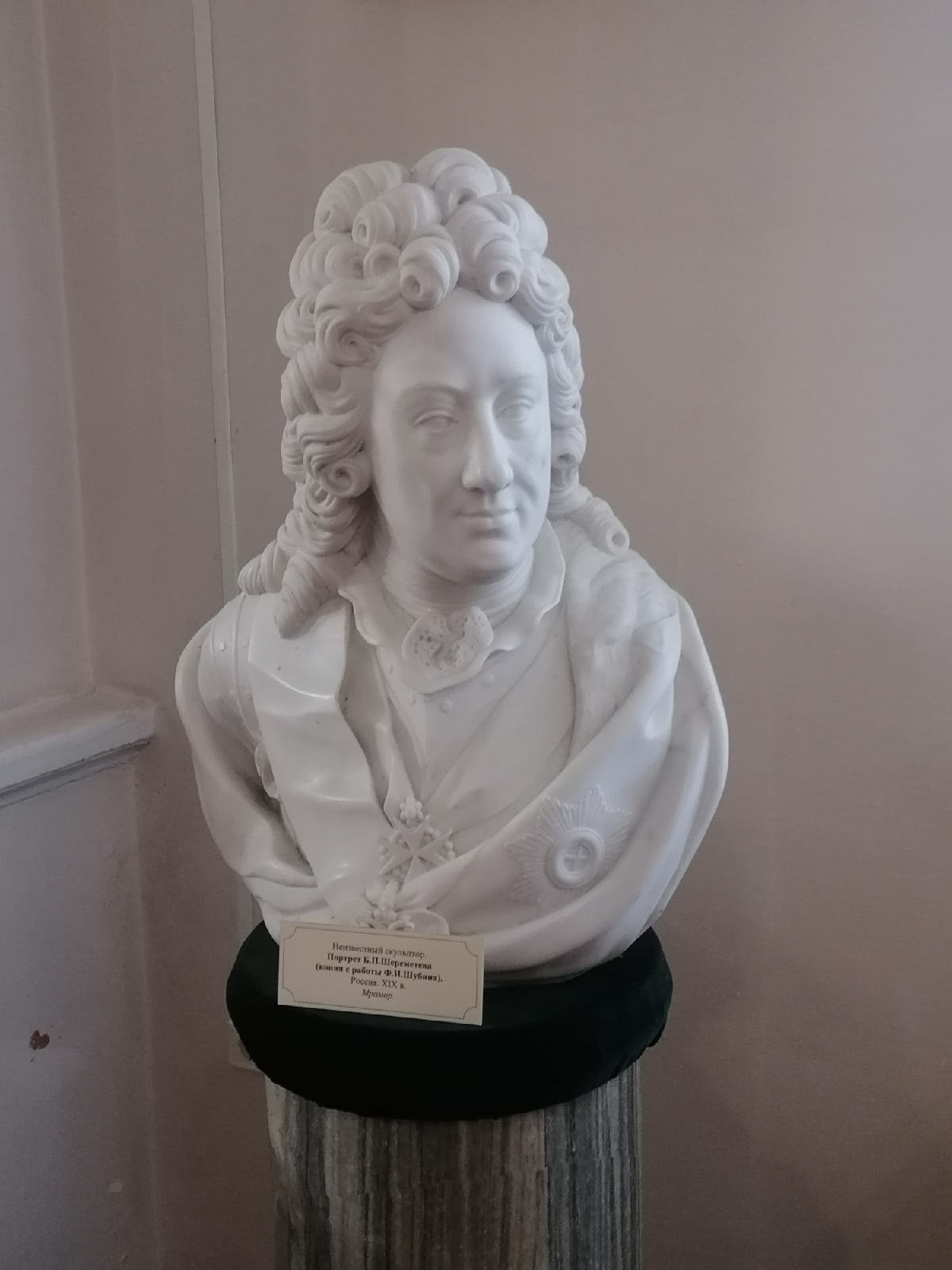
Портрет Б.П. Шереметева из «Европейской коллекции»
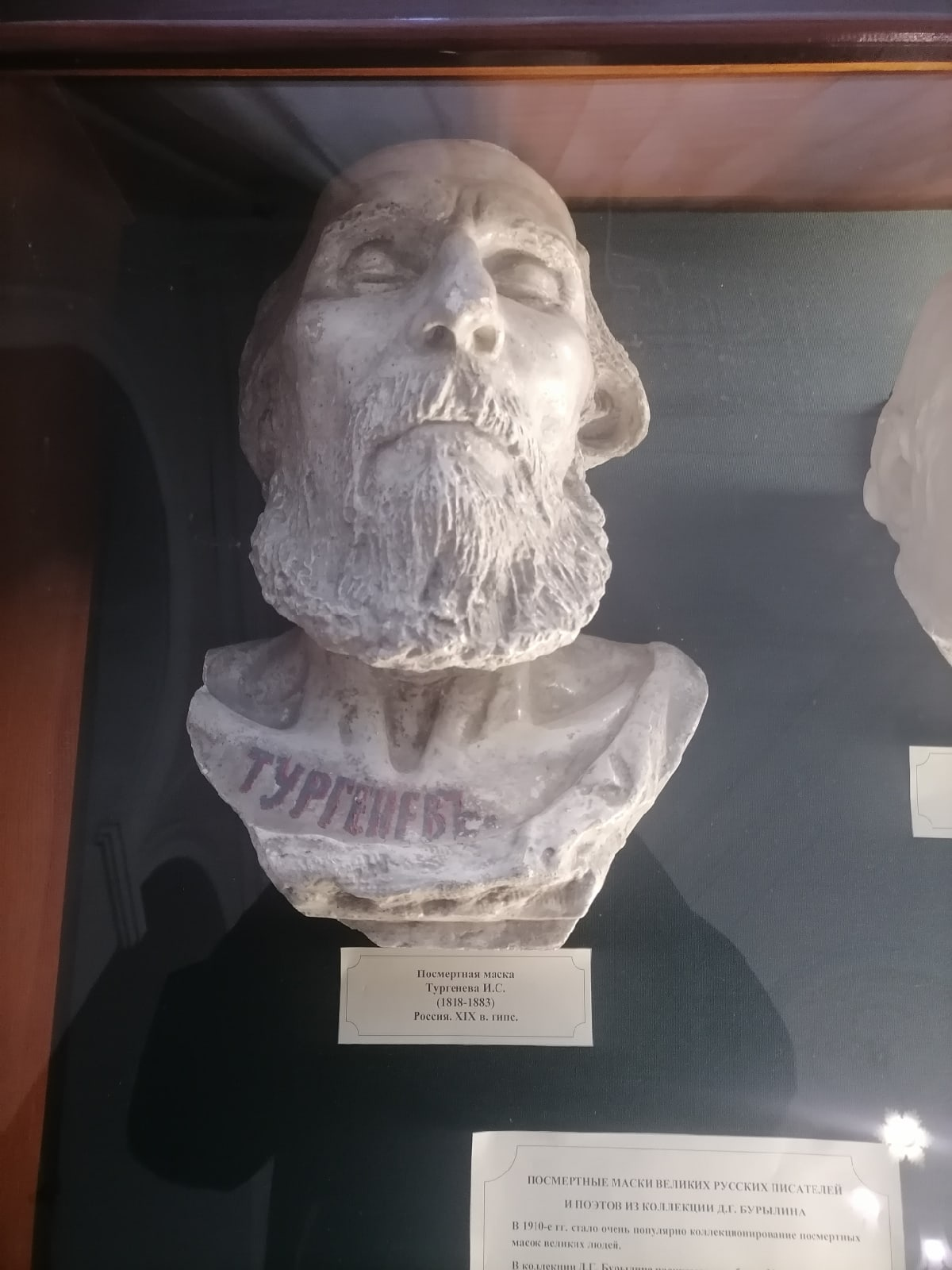
Посмертная маска И.С. Тургенева